# Tabanus vibex
Tabanus vibex är en tvåvingeart som beskrevs av Suh, Choi och Kae Kyoung Kwon 2002. Tabanus vibex ingår i släktet Tabanus och familjen bromsar. Inga underarter finns listade i Catalogue of Life.